# محطة قطار بوقطب
محطة قطار بوقطب هي محطة قطار سابقة في السكة الحديدية الجزائرية تقع في بلدية بوقطب في ولاية البيض.

## التموقع في السكة الحديدية
تقع المحطة على ارتفاع  994,600 متر فوق مستوى سطح البحر، عند نقطة الكيلومترية  (PK) 322،300 من خط وهران – القنادسة [الفرنسية] حيث تسبقها محطة "الخيثر" القديمة وتتبعها محطة ريزينة [الفرنسية] القديمة.

## تاريخ

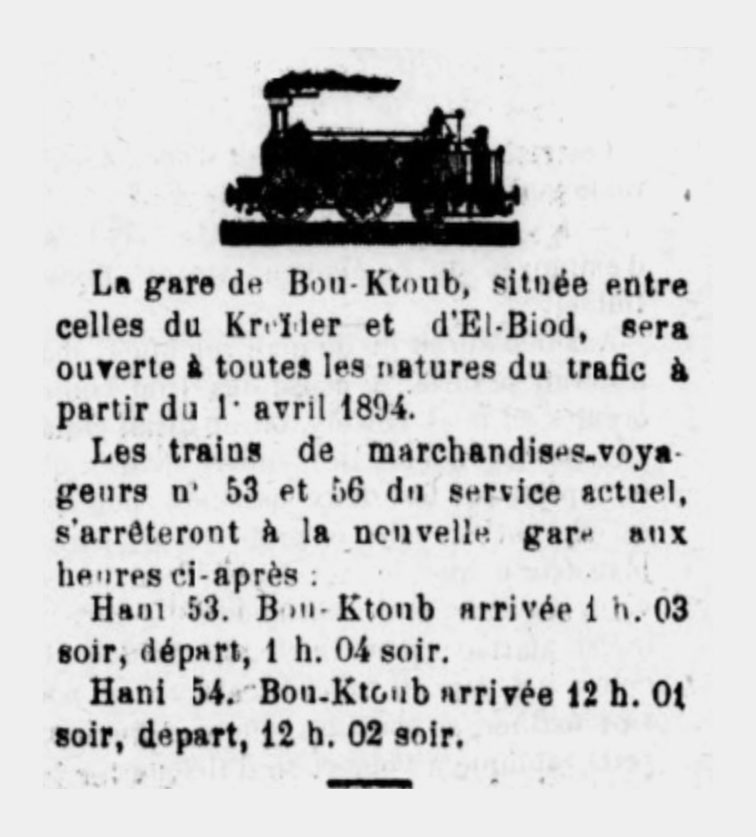
افتتاح محطة قطار بو قطب - صحيفة "المستقلة" في ماسكارا، 1894

في وقت الاستعمار كان اسم محطة القطار هو محطة بوكتوب.
وُضعت المحطة في الخدمة في 31 ديسمبر 1881 عندما افتتح قسم كريدر في البيض من الخط الضيق القديم الذي يبلغ طوله 1055 مليمتر من وهران إلى القنادسة ، حيث كانت تسبقها محطة كريدر (محطة الخيثر) وتتبعها محطة ريزينة [الفرنسية]. 

في 1 أبريل 1894، فُتحت المحطة لجميع أنواع حركة المرور والبضائع.

### روابط خارجية
- "SNTF". Société nationale des transports ferroviaires (SNTF). مؤرشف من الأصل في 2025-05-05..